# MCTS1
MCTS1 (англ. MCTS1, re-initiation and release factor) – білок, який кодується однойменним геном, розташованим у людей на довгому плечі X-хромосоми. Довжина поліпептидного ланцюга білка становить 181 амінокислот, а молекулярна маса — 20 555.
| 10         |  | 20         |  | 30         |  | 40         |  | 50         |
| ---------- |  | ---------- |  | ---------- |  | ---------- |  | ---------- |
| MFKKFDEKEN |  | VSNCIQLKTS |  | VIKGIKNQLI |  | EQFPGIEPWL |  | NQIMPKKDPV |
| KIVRCHEHIE |  | ILTVNGELLF |  | FRQREGPFYP |  | TLRLLHKYPF |  | ILPHQQVDKG |
| AIKFVLSGAN |  | IMCPGLTSPG |  | AKLYPAAVDT |  | IVAIMAEGKQ |  | HALCVGVMKM |
| SAEDIEKVNK |  | GIGIENIHYL |  | NDGLWHMKTY |  | K          |  |            |

A: Аланін

C: Цистеїн

D: Аспарагінова кислота

E: Глутамінова кислота

F: Фенілаланін

G: Гліцин

H: Гістидин

I: Ізолейцин

K: Лізин

L: Лейцин

M: Метіонін

N: Аспарагін

P: Пролін

Q: Глутамін

R: Аргінін

S: Серин

T: Треонін

V: Валін

W: Триптофан

Кодований геном білок за функціями належить до факторів ініціації, фосфопротеїнів. 
Задіяний у таких біологічних процесах, як транскрипція, регуляція транскрипції, біосинтез білків, клітинний цикл, пошкодження ДНК, регуляція росту, альтернативний сплайсинг. 
Локалізований у цитоплазмі.